# Vítkovce
Vítkovce (Hongaars: Vitfalva) is een Slowaakse gemeente in de regio Košice, en maakt deel uit van het district Spišská Nová Ves.
Vítkovce telt 566 inwoners.